# Горевское свинцово-цинковое месторождение
Горевское свинцово-цинковое месторождение — месторождение полиметаллических руд (железо, свинец, цинк, кадмий, серебро), расположенное в России (Мотыгинский район Красноярского края). Месторождение находится на левом берегу реки Ангара (возле посёлка Новоангарск), в 40 км к востоку от её устья, в 82 км к западу от посёлка Мотыгино, и примерно в 245 км к северо-востоку от Красноярска. Является одним из крупнейших в России месторождений свинца и цинка (до 40 % известных запасов).
Месторождение открыто в 1956 году. Добыча руды началась в 1975 году.
В геологическом отношении сформировано гидротермально-осадочными и метаморфическими породами протерозоя. Рудная зона представлена тремя крупными рудными телами линзовидной и пластообразной формы. Основными минералами, слагающими руды месторождения, являются галенит, сфалерит, пирротин, кварц, сидерит и анкерит. Особенностью месторождения является общее преобладание галенита над сфалеритом (в соотношении в среднем 4:1).
В небольших количествах руды месторождения содержат также ещё ряд элементов (германий, таллий, галлий, теллур, индий, сурьма, мышьяк, кобальт).
Разработчиком месторождения является ОАО «Горевский ГОК». Добыча руды производится в сложных горно-технических условиях — месторождение располагается в непосредственной близости от русла Ангары (частично рудные тела располагаются под ним) и вследствие этого его разработка ведётся под защитой дамбы. В настоящее время разработка ведётся открытым способом (карьер глубиной до 435 м), в дальнейшем планируется закладка ещё одного карьера (на осушённом участке русла Ангары; проектная глубина до 560 м) и разработка руд подземным способом. В настоящее время на месторождении функционирует обширный комплекс по добыче и переработке руды, состоящий из: карьера, защитной дамбы второй очереди (длина — 4300 м, высота — 18 м, ширина — 10 м; с помощью дамбы было частично изменено русло Ангары), дробильно-сортировочного комплекса, рудных складов, обогатительной фабрики, хвостохранилищ, портового погрузочно-разгрузочного терминала и сопутствующей инфраструктуры. Электроснабжение месторождения осуществляется от Назаровской ГРЭС по ЛЭП-220 кВ. Транспортные связи осуществляются речным транспортом по Ангаре, грунтовыми дорогами, связанными с автомагистралью Красноярск-Енисейск (в 40 км), а также авиатранспортом региональных авиалиний (Красноярск-Мотыгино, Красноярск-Енисейск).
Балансовые запасы месторождения (на 2019 г.): свинца — 4,9 миллионов тонн; цинка − 1,6 миллионов тонн; кадмия — 6000 тонн; серебра — 3850 тонн. Объём добычи и переработки составляет 2,5 миллионов тонн руды в год (с перспективами их увеличения до 4 млн тонн). Основная продукция — свинцовый и цинковый концентрат. Готовая продукция речным и автотранспортом доставляется в Лесосибирск и далее отгружается потребителям.